# De zevende hemel (1993)
De zevende hemel is een Nederlands-Belgische film uit 1993, gebaseerd op een scenario van Jean-Paul Lilienfeld. De film heeft als internationale titels Le Septieme ciel en Seventh Heaven. 

## Verhaal
Samuel Bloemensteen is een mislukte, werkzoekende man die nergens een baan kan krijgen. Hij loopt al maanden achter met de huur.
Zijn vriendin Micheline eindigt hun relatie, onder andere door zijn geklungel in bed.
Hij kiest ervoor om zelfmoord te plegen, maar hij wordt onderbroken door muziek bij zijn buurvrouw Charlyne.
Samuel voorkomt hierdoor op het nippertje haar zelfmoordpoging, ook omwille van liefdesverdriet.
Omdat Samuel in zijn buurvrouw een lotgenote ziet, doet hij net alsof hij haar, geslachtloze engelbewaarder is.
Hij maakt haar wijs dat hij drie dagen de tijd krijgt vanuit de hemel om haar weer zin in het leven te doen krijgen.
Dit wordt een avontuur waarin Samuel zijn rol als engelbewaarder tracht te blijven spelen,
tot hij ontdekt dat zijn buurvrouw eigenlijk zelf zijn engelbewaarder is...

## Rolverdeling
| Acteur                                | Personage           |
| ------------------------------------- | ------------------- |
| Urbanus                               | Samuel Bloemensteen |
| Renée Soutendijk                      | Charlyne / Sandrine |
| Hilde Van Mieghem                     | Micheline           |
| Peter Van den Begin                   | Claude              |
| Ann Petersen                          | conciërge           |
| Jan Steen                             | werkman             |
| Chris Corens                          | kruidenier          |
| Kitty Courbois                        | hotelhoudster       |
| Ludo Busschots                        | handelsreiziger     |
| Erik Matthys                          | hotelgast           |
| Koen Van Overschelde                  | Samuel 16 jaar      |
| Loes Van den Heuvel                   | prostituee          |
| Marijke Pinoy                         | receptioniste       |
| Jean-Paul Lilienfeld                  | Gerard Colombani    |
| Annick Christiaens                    | meisje met hond     |
| Ann Pira                              | meisje in bed       |
| Philippe Merchiers                    | Pinocchio           |
| Senne Rouffaer                        | meneer Troyon       |
| Liesa Servranckx                      | baby                |
| Lauranne Zabeau                       | baby                |
| Héline Zabeau                         | baby                |
| Erik Burke                            | stem                |
| Elise Bundervoet                      | stem                |
| Karen De Visscher                     | stem                |
| Tom Van Bauwel                        | stem Patrick        |
| Lucas Van den Eynde                   | stem Sylvain        |
| Paul en Denise                        | duiven              |
| "Oncle Giscard De Montaine Saint Job" | Yorkshire           |

Hector (1987) · Koko Flanel (1990) · De zevende hemel (1993)